# Beekstaartjesmos
Beekstaartjesmos (Philonotis fontana) is een soort uit het geslacht staartjesmos (Philonotis).

## Kenmerken
Uiterlijke kenmerken
Beekstaartjesmos vormt kleine tot uitgebreide kussens en is opvallend geelgroen tot blauwgroen van kleur. De planten, die moeilijk nat te maken zijn, worden meestal zo'n 8 cm. Het is een rechtopstaand mos met opvallende oranjerode stengel met rizoïden. De mannelijke planten zijn in het bovenste deel vaak boomachtig vertakt. Daar worden vaak knopvormige broedlichamen (perichaetia) gevormd.
De blauwgroen blad is smal driehoekig en in de tophelft getand. De tanden aan de rand van het blad verschijnen altijd in paren. De bladeren, die aan de basis van het blad meestal gerimpeld zijn, zijn tot 2 mm lang en 1 mm breed. De bladnerf bereikt meestal de bladtop en is aan de basis ongeveer 100 tot 130 µm breed. Afhankelijk van de variëteit is bladrand omgerold. 
De bijna bolvormige, horizontale tot hellende sporenkapsels staan op een roodachtige seta. De seta is tot 7 cm lang.
Microscopische kenmerken
De karakteristieke langwerpige rechthoekige laminacellen hebben aan hun onderste uiteinde (naar de bladbasis) een grote mamilla (mammillae). Ze zijn tussen 30 en 65 µm lang en 6 tot 15 µm breed. 

## Ecologie
Beekstaartjesmos komt voor langs ondiepe beken met open fijn zandige of lemige grond, op plekken waar kwelwater uitzijgt, maar ook op andere kwelplekken wordt dit mos gevonden. De standplaatsen zijn altijd zonnig. Het mos is een indicator voor basenarme kwel.

## Verspreiding
Het mos heeft voornamelijk een circumboreaal verspreidingsgebied en is vrij algemeen op de pleistocene gronden. Hoewel het vrij algemeen is in Noord-Europa en Azië, komt het in de zuidelijke bergketens alleen voor in de Alpen tot in het subnivale stadium. Het wordt ook gevonden in delen van de bergen van Noord- en Oost-Afrika en Noord-Amerika.
In Nederland is beekstaartjesmos vrij algemeen, vooral in het oosten van het land. Het is niet bedreigd en staat niet op de rode lijst.

## Fotogalerij

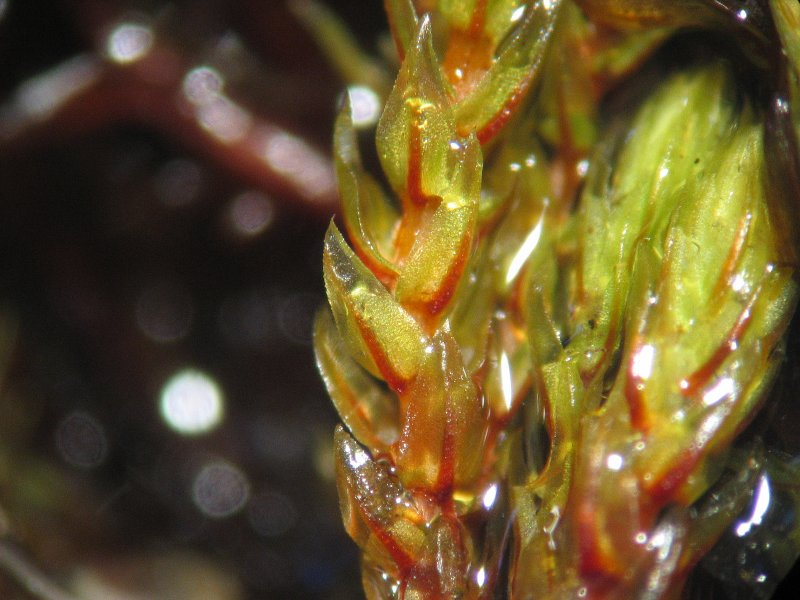
Blad
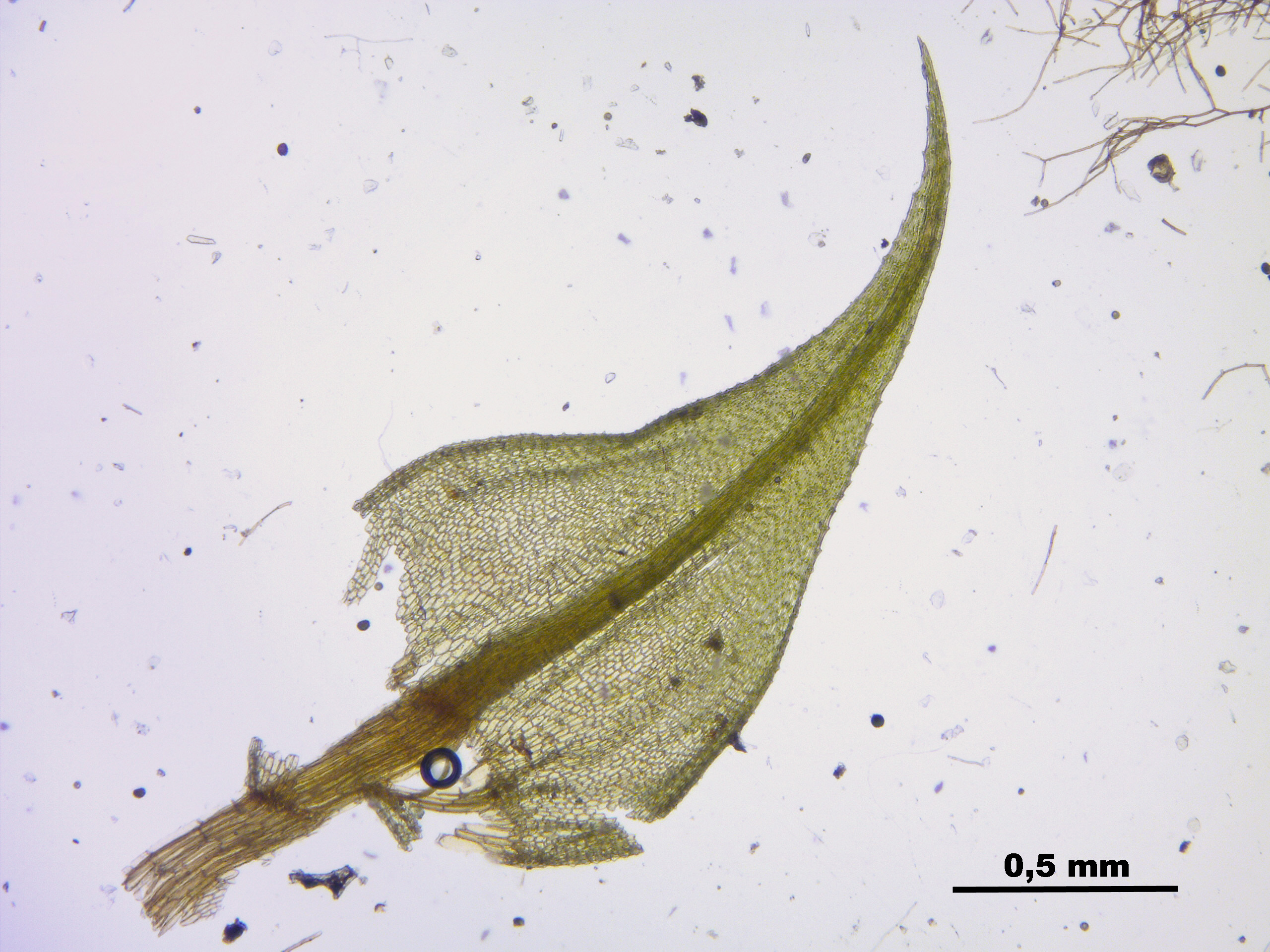
Blad
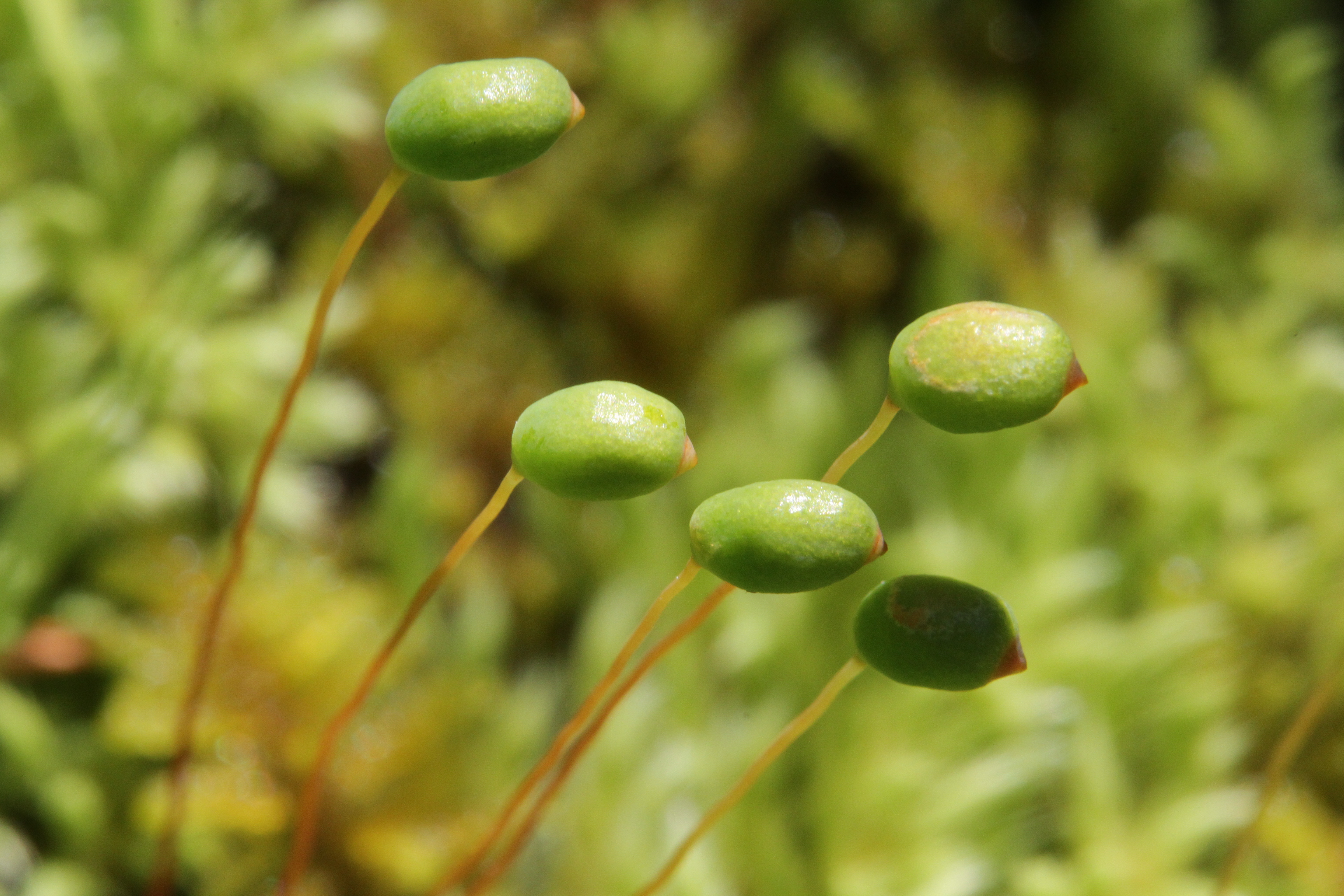
Kapsels
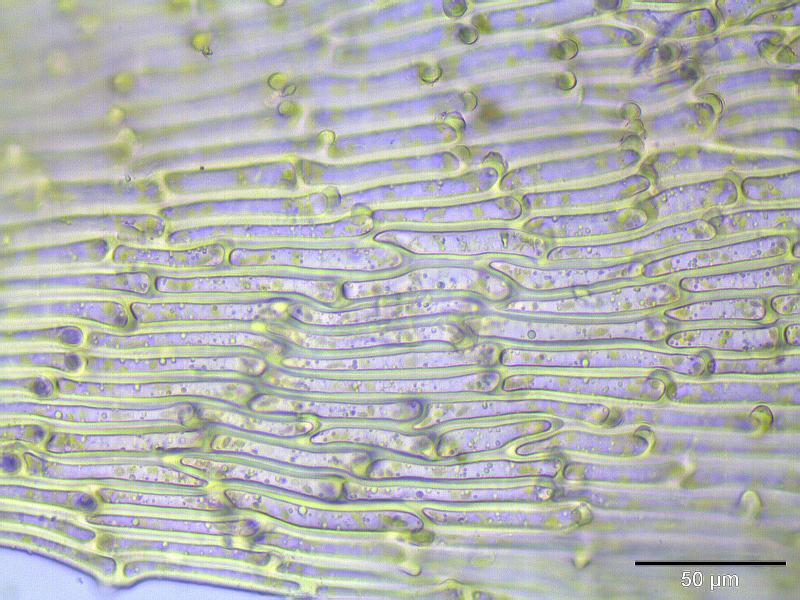
Bladcellen (400 x vergroot)
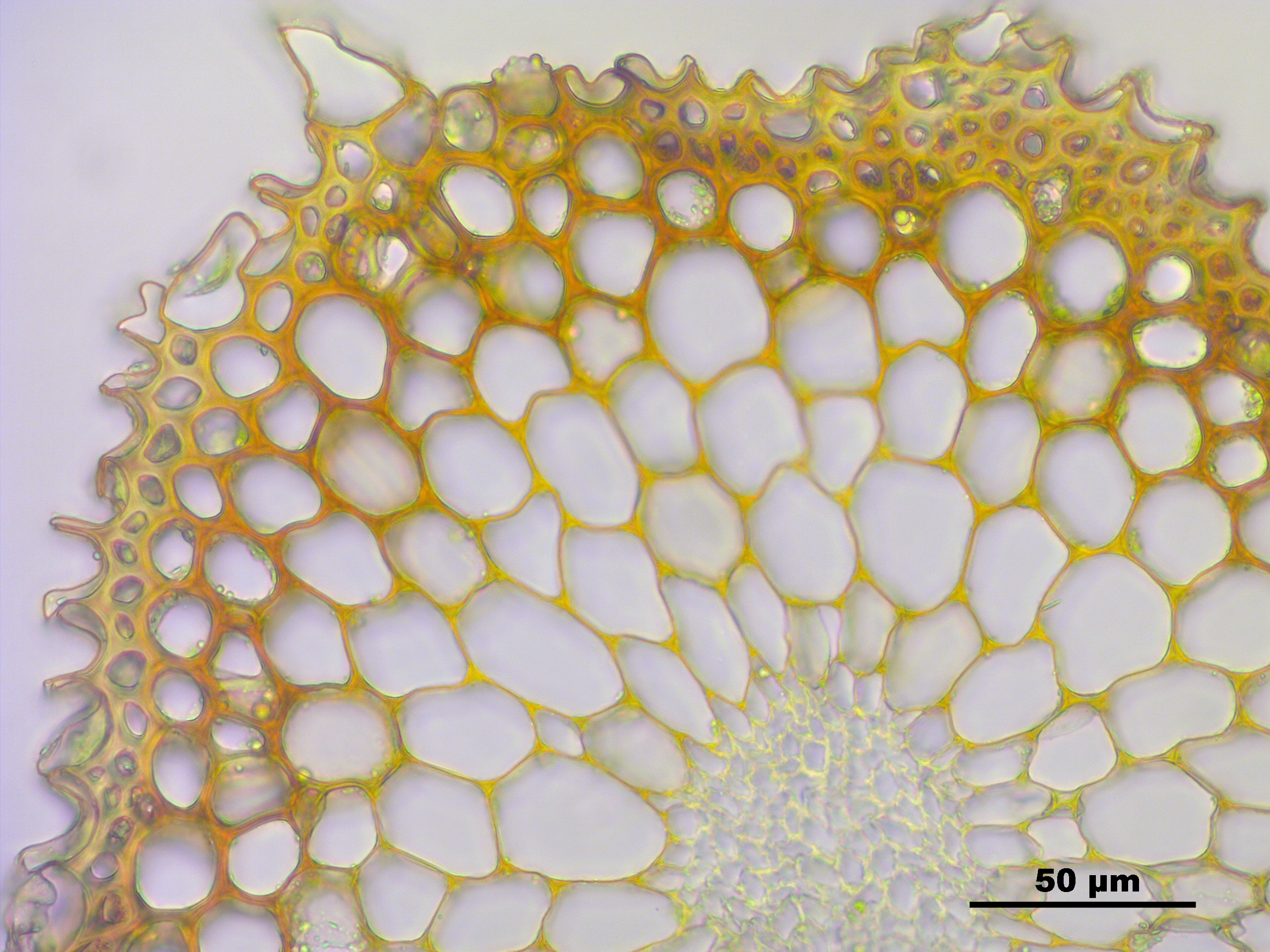
Doorsnede stengel